# Mariscal Subikuski
Mariscal Subikuski är en ort i Mexiko.   Den ligger i kommunen Tumbalá och delstaten Chiapas, i den sydöstra delen av landet, 800 km öster om huvudstaden Mexico City. Mariscal Subikuski ligger 1 525 meter över havet och antalet invånare är 1 036.
Terrängen runt Mariscal Subikuski är bergig norrut, men söderut är den kuperad. Mariscal Subikuski ligger uppe på en höjd. Runt Mariscal Subikuski är det ganska tätbefolkat, med 65 invånare per kvadratkilometer. Närmaste större samhälle är Tila, 6,1 km sydväst om Mariscal Subikuski. I omgivningarna runt Mariscal Subikuski växer i huvudsak städsegrön lövskog.